# Charles Blanc
Pour les articles homonymes, voir Charles Blanc (homonymie) et Blanc (homonymie).
Ne doit pas être confondu avec Charles Le Blanc (1817-1865).
Charles Blanc, né le 17 novembre 1813 à Castres et mort le 17 janvier 1882 à Paris, est un critique d'art et graveur français, membre de l'Académie des beaux-arts et de l'Académie française.

## Biographie
Né le 17 novembre 1813 à Castres, Charles Blanc est le fils d’un fonctionnaire du premier Empire.
Il étudie la gravure avec Luigi Calamatta.

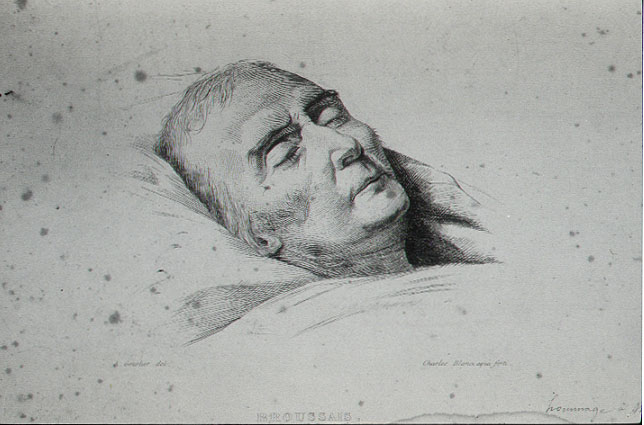
Masque mortuaire de François Broussais, gravure de Charles Blanc publiée dans la revue l’Artiste en 1838.

Il exerce son état en même temps qu’il fournit des articles de critique d’art dans les journaux de son frère, l’homme politique et historien Louis Blanc. Il écrit ainsi dans le Bon Sens et la Revue du Progrès dirigée par son frère, ainsi que dans le Courrier français, l’Artiste, le Journal de Rouen, le Propagateur de l’Aube (1841), dont il est l'un des fondateurs en 1859, et devient rédacteur en chef, dans la Gazette des beaux-arts, l'Avenir national, le Temps, etc.
Nommé directeur des Beaux-Arts au ministère de l'Intérieur à la Révolution de février 1848 en remplacement d'Edmond Cavé, il est maintenu à ce poste jusqu'en 1852 et le retrouve, au retour de la République, de 1870 à 1873.
En 1867, il peint le tableau L'Étoile des couleurs pour promouvoir une approche scientifique du visible : il présente le modèle des trois couleurs primaires (rouge, jaune, bleu) et les trois couleurs binaires (orange, vert, violet) obtenues par mélange de pigments comme l'avait indiqué Le Blon au XVIIIe siècle.
En 1868, il est élu membre de l'Académie des beaux-arts, en remplacement du comte Walewski, et membre de l'Académie française en 1876, en remplacement de comte de Carné. Il est professeur d'esthétique et d'histoire de l'art au Collège de France de 1878 à 1882.
Mort le 17 janvier 1882 à Paris, Charles Blanc est inhumé à Paris au cimetière du Père-Lachaise (67e division).
Van Gogh a été fortement influencé par son traité Grammaire des arts du dessin pour l'utilisation des couleurs complémentaires lors de sa période arlésienne.

## Principaux ouvrages
- L'Œuvre de Rembrandt par la photographie (1853-1858), Gide et J. Baudry, Paris. Contribution des Frères Bisson (lire en ligne), (Atlas).
- De Paris à Venise, notes au crayon (1857)
- Le Trésor de la curiosité, tiré des catalogues de vente de tableaux, dessins, estampes, livres, marbres, bronzes, ivoires, terres cuites, vitraux, médailles, armes, porcelaines, meubles, émaux, laques et autres objets d'art, avec diverses notes et notices historiques et biographiques (1857-58). Réédition : 1999.
- L'Œuvre complet de Rembrandt, Catalogue raisonné de toutes les eaux-fortes du maître et de ses peintures (1859-61), L. Guérin éditeur, Paris (tome 1), (tome 2)
- Histoire des peintres de toutes les écoles (14 vol.) (1861-83) :
  - École française, tome 1, 1865 (voir)
  - École française, tome 2, 1865 (voir)
  - École française, tome 3, 1865 (voir)
  - École flamande, 1864, avec Paul Mantz, Alffed Michiels, Théophile Silvestre et Alphonse Wauters (voir)
  - École espagnole, 1869 (lire en ligne)
  - École anglaise, 1863, par W. Bürger (voir)
  - École hollandaise, tome 1, 1861 (voir)
  - École hollandaise, tome 2, 1861 (voir)
  - École allemande, 1883, avec Paul Mantz et Auguste Demmin (voir)
  - École florentine, 1883, avec Paul Mantz (voir)
  - Écoles milanaise, lombarde, ferraraise, génoise et napolitaine, 1883, avec Marius Chaumelin et Georges Lafenestre (voir)
  - École ombrienne et romaine, 1884 (voir)
  - École vénitienne, 1884 (voir)
  - École bolonaise, 1877, avec Henri Delaborde (voir)
- Grammaire des arts du dessin. Architecture, sculpture, peinture, jardins, gravure, eau-forte, camaïeu, lithographie (1867) (lire en ligne)
- Le Cabinet de M. Thiers (1871) (lire en ligne)
- L'Art dans la parure et dans le vêtement (1875) (lire en ligne)
- Les Artistes de mon temps (1876)
- Voyage de la Haute-Égypte, observations sur les arts égyptien et arabe (1876) (lire en ligne)
- Grammaire des arts décoratifs. Décoration intérieure de la maison (1881)
- La Sculpture (1888)
- Histoire de la renaissance artistique en Italie (1889) (tome 1), (tome 2)